# Новокемский
Новоке́мский — посёлок в составе Вашкинского района Вологодской области. Образует муниципальное образование Коневское сельское поселение и административно-территориальную единицу Коневский сельсовет.

## География
Расположен в 58 км от районного центра Липина Бора и в 4 км от Волго-Балтийского водного пути, на берегу реки Кема.

## История
В 1962 году сюда из затопленной зоны на временное место жительства ( с годами ставшее постоянным) прибыли жители из ближайших сёл и посёлков.В основном из посёлков Кемский и Андреевский, местечка Кемская запань, деревень: Конево, Великое Село, Межгоры, Ярья, Самсоново и Матвеевское. Первые дома строились на заболоченной местности. Посёлок строили быстро, в связи с необходимостью переселения жителей из зоны затопления. Строительные работы проводил строительный участок, который был создан в 1962 году и существовал до декабря 1966 года. После реорганизации строительного участка все социальные объекты, жилой фонд строил Кемский рейд хозяйственным способом.

## Население
| 2002 | 2010 | 2012 | 2013 | 2014 | 2015 |
| ---- | ---- | ---- | ---- | ---- | ---- |
| 1044 | ↘762 | ↘740 | ↘730 | ↘698 | ↘659 |

Гендерный состав
По переписи 2002 года 510 мужчин и 534 женщины из 1044 человека.
По переписи 2010 года 362 мужчины и 401 женщина из 763 человека.
По переписи 2002 года преобладающая национальность — русские (98 %).

## Новокемская школа
В 1964 году достроили школу, перевезённую из д. Конёво. Это была восьмилетняя школа, а в 1966 году на базе восьмилетней открыли среднюю школу. В 1968 году был первый выпуск учащихся со средним образованием. За 35 лет Новокемскую школу окончило 970 человек.

### Краеведение
В Новокемской школе работает школьный музей, в котором отражена история края. Руководит музеем Митрофанов В. К. — учитель истории. В музее представлены экспонаты, найденные во время археологических раскопок на стоянках в Никольском-3, на реке Шола, в Белозерье (кремнёвые наконечники копий и стрел, каменные стамески и свёрла III—I тыс. д.н. э., наконечники стрел, перстни, бусы X—XI века).

## Новокемская библиотека
В посёлке есть библиотека. Она была открыта в 1968 году в начале в здании старого клуба на улице Сплавщиков, а затем в здании старой школы. С октября 1993 года библиотека размещается на втором этаже кирпичного двухэтажного здания. В библиотеке проводятся различные культурно-массовые мероприятия.

## Улицы
- Улица Чумакова — названа в честь погибшего при исполнении милиционера, посмертно награждённого орденом Красной Звезды.
- Улица Паршина — названа в честь рабочего, депутата Совета.

## Муниципальное образование
Коневское сельское поселение образовано 1 января 2006 года в соответствии с Федеральным законом № 131 «Об общих принципах организации местного самоуправления в Российской Федерации».
В состав сельского поселения входит один населённый пункт. Код ОКТМО — 19 612 418. По данным переписи 2010 года население Коневского сельского поселения составило 9 % от населения района (3 место среди всех сельских поселений района).